# مورلی، انتاریو
مورلی، انتاریو (به انگلیسی: Morley, Ontario) یک منطقهٔ مسکونی در کانادا است که در بخش رینی ریور واقع شده‌است. مورلی ۴۷۴ نفر جمعیت دارد.